# MTV Movie Awards 1997
De MTV Movie Aards van 1997 werden op 7 juni in de Walt Disney studios te Burbank, Californië gehouden. Presentator was Mike Myers.

## Best Movie (Beste film)
Scream - Winnaar
- Independence Day
- Jerry Maguire
- The Rock
- Romeo + Juliet

## Best Male Performance (Beste acteerprestatie door een man)
Tom Cruise - Jerry Maguire - Winnaar
- Leonardo DiCaprio - Romeo + Juliet
- Eddie Murphy - The Nutty Professor
- Will Smith - Independence Day
- John Travolta - Phenomenon

## Best Female Performance (Beste acteerprestatie door een vrouw)
Claire Danes - Romeo + Juliet Winnaar
- Sandra Bullock - A Time to Kill
- Neve Campbell - Scream
- Helen Hunt - Twister
- Madonna - Evita

## Best breaktrough performance (Best doorbrekende optreden)
Matthew McConaughey - A Time to Kill - Winnaar
- Vivica A. Fox - Independence Day
- Courtney Love - The People vs. Larry Flynt
- Ewan McGregor - Trainspotting
- Renée Zellweger - Jerry Maguire

## Best On-Screen Duo (Beste Duo op het scherm)
Nicolas Cage / Sean Connery - The Rock - Winnaar
- Beavis / Butt-head - Beavis and Butt-head Do America
- Steve Buscemi / Peter Stormare - Fargo
- Claire Danes / Leonardo DiCaprio - Romeo + Juliet
- Nathan Lane / Robin Williams - The Birdcage

## Best Villain (Beste schurk)
Jim Carrey - The Cable Guy - Winnaar
- Robert De Niro - The Fan
- Kiefer Sutherland - A Time to Kill
- Edward Norton - Primal Fear
- Mark Wahlberg - Fear

## Best Comedic Performance (Beste komische optreden)
Jim Carrey - The Cable Guy - Winnaar
- Chris Farley - Beverly Hills Ninja
- Eddie Murphy - The Nutty Professor
- Robin Williams - The Birdcage

## Best Song From a Movie (Beste liedje uit een film)
"Machinehead" - Bush (Fear) - Winnaar
- "Change the World" - Eric Clapton & Babyface (Phenomenon)
- "#1 Crush" - Garbage (Romeo + Juliet)
- "Don't Cry for Me Argentina" - Madonna (Evita)

## Best Kiss (Beste zoen)
Vivica A. Fox / Will Smith - Independence Day - Winnaar
- Claire Danes / Leonardo DiCaprio - Romeo + Juliet
- Gina Gershon / Jennifer Tilly - Bound
- Kyra Sedgwick / John Travolta - Phenomenon
- Christine Taylor / Christopher Daniel Barnes - A Very Brady Sequel

## Best Action Sequence (Beste actiescène)
Twister (Truck Drives Through Farm Equipment) - Winnaar
- Eraser (Arnold Schwarzenegger Freefalls)
- Independence Day (Aliens Blow Up Cities)
- Impossible (Trein/Helikopter Chase)
- The Rock (Ferrari Chase Through San Francisco)

## Best Fightsequence (Beste vechtscène)
Fairuza Balk / Robin Tunney - The Craft - Winnaar
- Matthew Broderick / Jim Carrey - The Cable Guy
- Jim Brown / Alien - Mars Attacks!
- Jackie Chan / Ladder - Police Story 4: First Strike
- Pamela Anderson Lee / Bad Guy - Barb Wire

## Overige prijzen
Best new filmmaker (beste nieuwe filmmaker) - Doug Liman, regisseur van Swingers
Lifetime Achievement award (Oeuvre prijs) - Chewbacca (Star Wars)
1992 · 1993 · 1994 · 1995 · 1996 · 1997 · 1998 · 1999 · 2000 · 2001 · 2002 · 2003 · 2004 · 2005 · 2006 · 2007 · 2008 · 2009 · 2010 · 2011